# Christian Kane
Christian Kane (27 de Junho de 1974) é um ator, cantor e compositor estadunidense, mais conhecido pelo seu papel como o moralmente ambíguo advogado Lindsey McDonald da série Angel, como cantor da banda de country Kane, e pela personagem Eliot da série da TNT Leverage.

## Filmografia

### Ator
| Title                                                  | Role                         |
| ------------------------------------------------------ | ---------------------------- |
| Fame L.A. (1997) Série de TV                           | Ryan "Flyboy" Legget         |
| Rescue 77 (1999) Série de TV                           | Wick Lobo                    |
| Edtv (1999)                                            | P.A.                         |
| Angel (1999-2001, 2003-2004) Série de TV               | Lindsey McDonald             |
| The Broken Hearts Club: A Romantic Comedy (2000)       | Idaho Guy                    |
| Love Song (2000)                                       | Billy Ryan Gallo             |
| Dawson's Creek (2001) Série de TV                      | Nick Taylor                  |
| Crossfire Trail (2001)                                 | John Thomas "J.T." Langtston |
| Summer Catch (2001)                                    | Dale Robin                   |
| Life or Something Like It (2002)                       | Cal Cooper                   |
| The Crooked E: The Unshredded Truth About Enron (2003) | Brian Cruver                 |
| Just Married (2003)                                    | Peter Prentiss               |
| Secondhand Lions (2003)                                | Young Hub                    |
| The Plight of Clownana (2004)                          | Christian                    |
| Las Vegas (2004) Série de TV                           | Bob                          |
| Taxi (2004)                                            | Agent Mullins                |
| Friday Night Lights (filme) (2004)                     | Brian                        |
| Into the West (2005) Mini-série de TV                  | Abe Wheeler                  |
| Her Minor Thing (2005)                                 | Paul                         |
| Keep Your Distance (2005)                              | Sean Voight                  |
| 24: The Game (2006) Video Game                         | Peter Madsen                 |
| Close to Home (2005-2006) Série de TV                  | Jack Chase                   |
| Four Sheets to the Wind (2006)                         | David                        |
| Hide (2008)                                            | Billy                        |
| Leverage (2008) Série de TV                            | Eliot Spencer                |
| Not Since You (2008)                                   | Ryan                         |
| Death Walks the Streets (2009)                         | Michael Labou                |
| The Librarians (2014)                                  | Jake Stone                   |

### Time de produção
| Title                                         |                       |
| --------------------------------------------- | --------------------- |
| Death Walks the Streets (2009) (pré-produção) | co-produtor executivo |